# Holoarctia
Holoarctia là một chi bướm đêm thuộc phân họ Arctiinae, họ Erebidae.

## Các loài
- Holoarctia cervini (Fallou, 1864)
- Holoarctia puengeleri (Bang-Haas, 1927)
  - Holoarctia puengeleri sibirica Dubatolov, 2007
- Holoarctia marinae Dubatolov, 1985
- Holoarctia sordida (McDunnough, 1921)